# Danny Rose
Daniel Lee Rose (Doncaster, Yorkshire del Sur, Inglaterra, 2 de julio de 1990), más conocido como Danny Rose, es un exfutbolista británico de ascendencia jamaicana, que juega como defensa por izquierda.
Es internacional absoluto con la selección inglesa de fútbol desde 2016.

## Trayectoria
Nacido en Doncaster, South Yorkshire, Rose es un producto de la cantera del histórico equipo del Leeds United. En 2007, tras el descenso del club, fue traspasado al Tottenham Hotspur por un millón de libras.
En marzo de 2009 fue cedido al Watford hasta final de temporada. El 29 de septiembre de 2009 fue cedido al Peterborough de Championship, siendo repescado en el mes de noviembre. El 14 de abril de 2010 marcó su primer gol en Premier League, en su debut ante el Arsenal, con un magnífico remate de volea desde fuera del área. Este gol fue elegido el gol de la temporada del club londinense.
El 9 de septiembre de 2010 fue cedido, por tercera vez, al Bristol City. Fue recuperado el 22 de febrero del año siguiente, debido a varias lesiones que le impidieron entrar en el equipo. Tras una campaña completa en el Tottenham (2011-12), fue cedido al Sunderland de la Premier League para la campaña 2012-13 en busca de continuidad. Allí fue nombrado jugador joven de la temporada, por lo que regresó al equipo londinense.
Fue elegido como parte del equipo ideal de la PFA en las temporadas 2015-16 y 2016-17. Sin embargo, el 31 de enero de 2017 sufrió una grave lesión de rodilla que le mantuvo de baja hasta el mes de octubre. Su regreso se produjo en el empate a uno ante el Real Madrid.
El 30 de enero de 2020 el Newcastle United logró su cesión hasta final de temporada. Tras la misma abandonó definitivamente los spurs y regresó al Watford F. C. Dejó el club el 1 de septiembre de 2022 por mutuo acuerdo.

## Selección nacional
Rose ha sido internacional en todas las categorías inferiores de la selección inglesa. También participó con la selección del Reino Unido en los JJ. OO. de Londres de 2012.
El 26 de marzo de 2016 debutó con la selección absoluta en un amistoso ante Alemania. Fue convocado para la Eurocopa 2016, donde participó en tres de los cuatro partidos de su selección.
Fue incluido en la lista de 23 jugadores que nombró Gareth Southgate para acudir al Mundial de Rusia de 2018. Rose participó en cinco encuentros durante el Mundial.

### Participaciones en Eurocopas
| Competición   | Sede    | Resultado        | Partidos | Goles |
| ------------- | ------- | ---------------- | -------- | ----- |
| Eurocopa 2016 | Francia | Octavos de final | 3        | 0     |

### Participaciones en Copas del Mundo
| Mundial           | Sede  | Resultado    | Partidos | Goles |
| ----------------- | ----- | ------------ | -------- | ----- |
| Copa Mundial 2018 | Rusia | Cuarto lugar | 5        | 0     |

## Estadísticas
| Club                | Temporada       | Liga  | Liga  | FA Cup | FA Cup | Copa de la Liga | Copa de la Liga | Europa | Europa | Total | Total |
| Club                | Temporada       | Part. | Goles | Part.  | Goles  | Part.           | Goles           | Part.  | Goles  | Part. | Goles |
| ------------------- | --------------- | ----- | ----- | ------ | ------ | --------------- | --------------- | ------ | ------ | ----- | ----- |
| Leeds United        | 2006-07         | 0     | 0     | 0      | 0      | 0               | 0               | 0      | 0      | 0     | 0     |
| Leeds United        | Total           | 0     | 0     | 0      | 0      | 0               | 0               | 0      | 0      | 0     | 0     |
| Tottenham Hotspur   | 2007-08         | 0     | 0     | 0      | 0      | 0               | 0               | 0      | 0      | 0     | 0     |
| Tottenham Hotspur   | 2008-09         | 0     | 0     | 0      | 0      | 0               | 0               | 0      | 0      | 0     | 0     |
| Tottenham Hotspur   | Total           | 0     | 0     | 0      | 0      | 0               | 0               | 0      | 0      | 0     | 0     |
| Watford             | 2008-09         | 7     | 0     | 0      | 0      | 0               | 0               | 0      | 0      | 7     | 0     |
| Watford             | Total           | 7     | 0     | 0      | 0      | 0               | 0               | 0      | 0      | 7     | 0     |
| Tottenham Hotspur   | 2009-10 2010-11 | 1     | 1     | 3      | 1      | 0               | 0               | 0      | 0      | 5     | 1     |
| Tottenham Hotspur   | Total           | 1     | 1     | 3      | 1      | 0               | 0               | 0      | 0      | 5     | 1     |
| Peterborough United | 2009-10         | 6     | 0     | 0      | 0      | 0               | 0               | 0      | 0      | 6     | 0     |
| Peterborough United | Total           | 6     | 0     | 0      | 0      | 0               | 0               | 0      | 0      | 6     | 0     |
| Tottenham Hotspur   | 2010-11         | 4     | 0     | 0      | 0      | 0               | 0               | 0      | 0      | 4     | 0     |
| Tottenham Hotspur   | Total           | 4     | 0     | 0      | 0      | 0               | 0               | 0      | 0      | 4     | 0     |
| Bristol City        | 2010-11         | 17    | 0     | 0      | 0      | 0               | 0               | 0      | 0      | 17    | 0     |
| Bristol City        | Total           | 17    | 0     | 0      | 0      | 0               | 0               | 0      | 0      | 17    | 0     |
| Tottenham Hotspur   | 2011-12         | 11    | 0     | 5      | 0      | 0               | 0               | 4      | 0      | 20    | 0     |
| Tottenham Hotspur   | Total           | 11    | 0     | 5      | 0      | 0               | 0               | 4      | 0      | 20    | 0     |
| Sunderland          | 2012-13         | 27    | 1     | 1      | 0      | 1               | 0               | 0      | 0      | 29    | 1     |
| Sunderland          | Total           | 27    | 1     | 1      | 0      | 1               | 0               | 0      | 0      | 29    | 1     |
| Tottenham Hotspur   | 2013-14         | 22    | 1     | 1      | 0      | 1               | 0               | 6      | 1      | 30    | 2     |
| Tottenham Hotspur   | 2014-15         | 28    | 3     | 2      | 1      | 3               | 0               | 1      | 0      | 34    | 4     |
| Tottenham Hotspur   | 2015-16         | 24    | 1     | 2      | 0      | 1               | 0               | 3      | 0      | 30    | 1     |
| Tottenham Hotspur   | 2016-17         | 18    | 2     | 0      | 0      | 0               | 0               | 3      | 0      | 21    | 2     |
| Tottenham Hotspur   | 2017-18         | 10    | 0     | 3      | 0      | 1               | 0               | 3      | 0      | 17    | 0     |
| Tottenham Hotspur   | 2018-19         | 26    | 0     | 0      | 0      | 3               | 0               | 8      | 0      | 37    | 0     |
| Tottenham Hotspur   | 2019-20         | 12    | 0     | 0      | 0      | 0               | 0               | 4      | 0      | 16    | 0     |
| Tottenham Hotspur   | Total           | 140   | 7     | 8      | 0      | 10              | 0               | 28     | 1      | 185   | 9     |
| Newcastle United    | 2019-20         | 11    | 0     | 2      | 0      | 0               | 0               | 0      | 0      | 13    | 0     |
| Newcastle United    | Total           | 11    | 0     | 2      | 0      | 0               | 0               | 0      | 0      | 13    | 0     |
| Tottenham Hotspur   | 2020-21         | 0     | 0     | 0      | 0      | 0               | 0               | 0      | 0      | 0     | 0     |
| Tottenham Hotspur   | Total           | 0     | 0     | 0      | 0      | 0               | 0               | 0      | 0      | 0     | 0     |
| Watford             | 2021-22         | 8     | 0     | 0      | 0      | 1               | 0               | 0      | 0      | 9     | 0     |
| Watford             | Total           | 8     | 0     | 0      | 0      | 1               | 0               | 0      | 0      | 9     | 0     |
| Total carrera       | Total carrera   | 232   | 9     | 19     | 1      | 12              | 0               | 32     | 1      | 295   | 11    |